# Galotxetes
Galotxetes è una specialità sferistica di palla valenciana.

## Regolamento
Le forme di gioco sono due: individuale e doppio. Il campo in sferisterio, al coperto o all'aperto, è costituito da uno spazio rettangolare, lungo 20 m e largo 3,5 m, delimitato da quattro muri che circondano i giocatori e diviso da una rete simile a quella di tennis. Gli atleti con una mano nuda devono colpire la palla affinché superi la rete e cada in campo degli antagonisti. La palla ha un nucleo di lana ricoperto di stoffa poi rivestita da tela e pesa 50-96 g con diametro 6–7 cm. Il punteggio è calcolato in giochi: ogni gioco realizzato vale 5 punti e per vincere un gioco si devono totalizzare 4 punti. Chi totalizza 10 giochi, che valgono in totale 50 punti, vince la partita nell'individuale e chi totalizza 12 giochi, che valgono in totale 60 punti, vince la partita nel doppio.

## Altri progetti

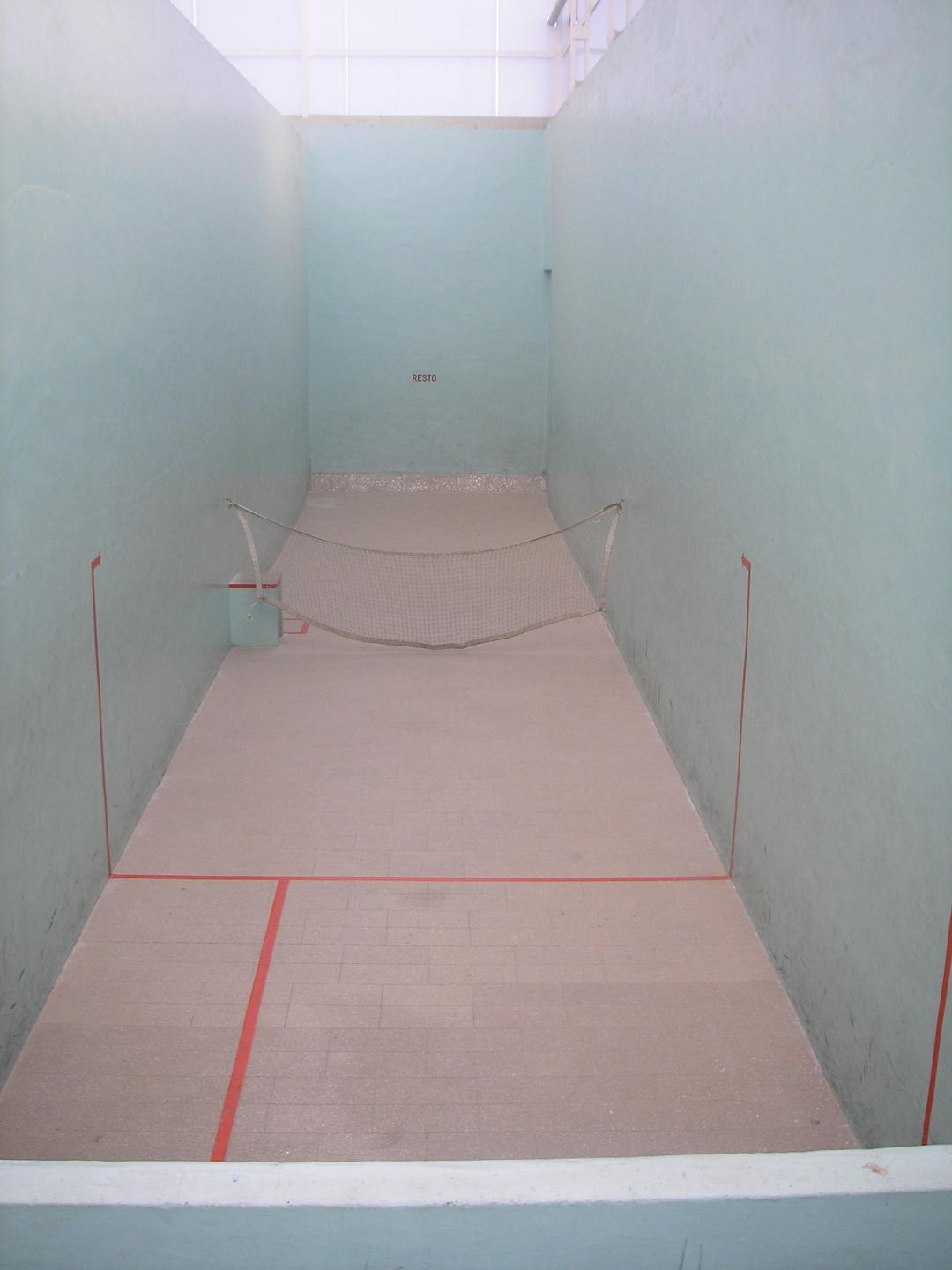
Campo da gioco, detto galotxeta

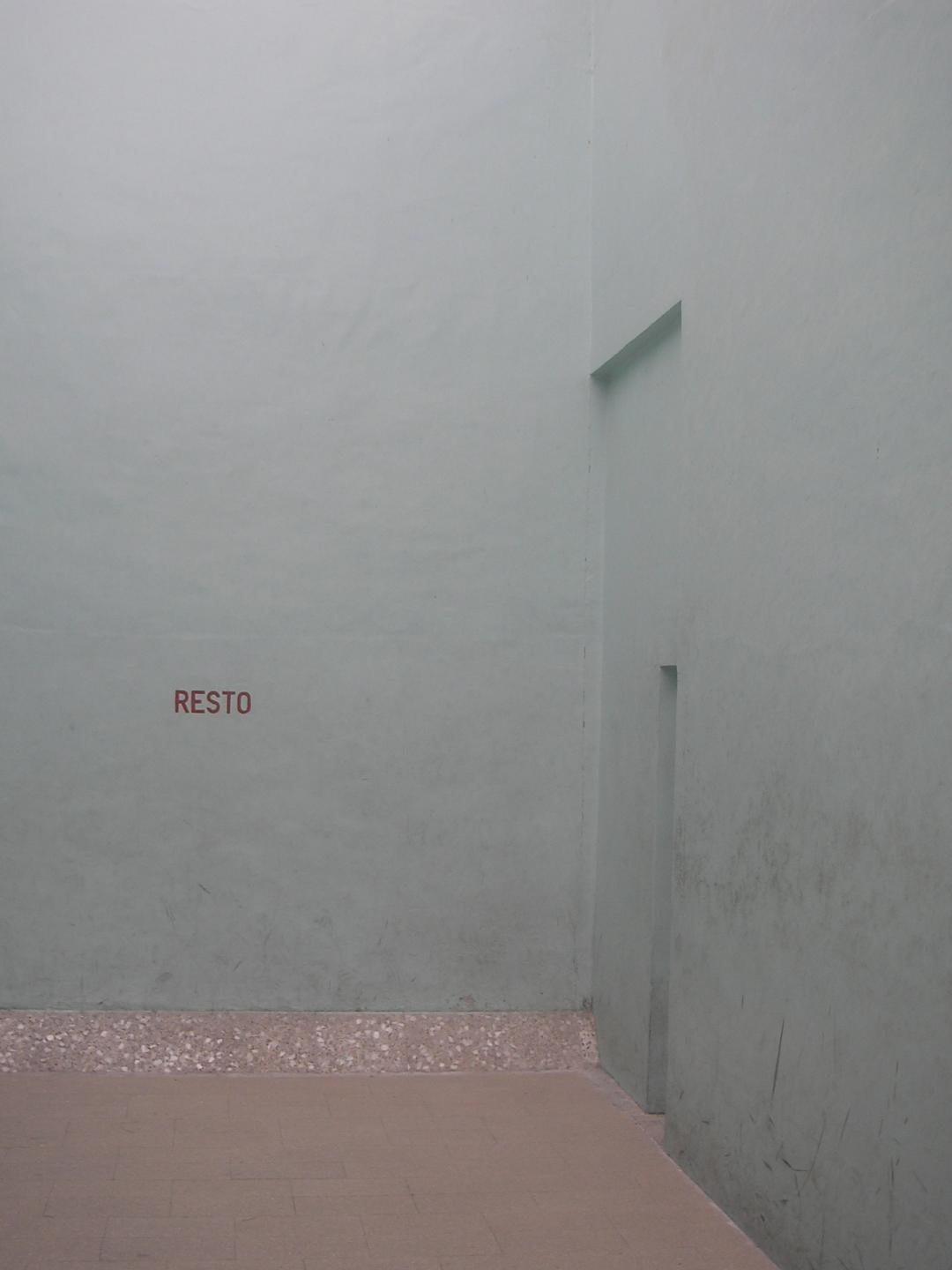
Una parte del campo da gioco